# Circondario di Alghero
Il circondario di Alghero era uno dei circondari in cui era suddivisa la provincia di Sassari.

## Storia
In seguito all'annessione della Lombardia al Regno di Sardegna (1859) fu emanato il decreto Rattazzi, che riorganizzava la struttura amministrativa del Regno, suddiviso in province, a loro volta suddivise in circondari e mandamenti. Il circondario di Alghero fu creato come suddivisione della provincia di Sassari.
Il circondario di Alghero fu abolito, come tutti i circondari italiani, nel 1927, nell'ambito della riorganizzazione della struttura statale voluta dal regime fascista.

## Suddivisione
Nel 1863, la composizione del circondario era la seguente:
- mandamento I di Alghero
  - comuni di Alghero; Olmedo
- mandamento II di Bonorva
  - comuni di Bonorva; Cossoine; Giave; Rebeccu; Semestene
- mandamento III di Pozzomaggiore
  - comuni di Mara; Padria; Pozzomaggiore
- mandamento IV di Thiesi
  - comuni di Banari; Bessude; Borutta; Buonannaro; Cheremule; Siligo; Thiesi; Torralba
- mandamento V di Villanova Monteleone
  - comuni di Monteleone Rocca Doria; Romana; Villanova Monteleone